# NGC 6649
NGC 6649 је расејано звездано јато у сазвежђу Штит које се налази на NGC листи објеката дубоког неба.
Деклинација објекта је - 10° 24' 8" а ректасцензија 18h 33m 28,3s. Привидна величина (магнитуда) објекта NGC 6649 износи 8,9. NGC 6649 је још познат и под ознакама OCL 66.